# L'Homme de Mars
L'Homme de Mars est une nouvelle de Guy de Maupassant parue en 1887.

## Historique
L'Homme de Mars est un récit initialement publié dans la revue annuelle Paris-Noël de décembre 1887, qui trouve son inspiration dans la découverte  des prétendus canaux de Mars par Giovanni Schiaparelli dix ans plus tôt. Guy de Maupassant semble en effet s'être renseigné des données astronomiques les plus récentes sur la planète rouge.

## Résumé
Le narrateur reçoit un visiteur qui semble être fou et qui semble aussi très bien connaître la planète Mars. Il va lui démontrer qu'il y a bel et bien de la vie sur cette planète.

## Analyse
L'auteur imagine une forme de vie martienne. Il adhère pour cela à la conception classique des auteurs d’anticipation de la fin du XIXe siècle qui voit dans les extra-terrestres une proche humanité. En effet, en application aux théories darwiniennes de l’évolution, la morphologie des Martiens est — tout comme le vivant terrien — le résultat d’une adaptation à leur environnement : puisque Mars a une faible pesanteur, les autochtones de la planète rouge sont, selon Maupassant, principalement des espèces ailées.

## Éditions
- Paris-Noël du 1er décembre 1887 (ill. de Georges Rochegrosse).
- Les Annales politiques et littéraires du 30 juin 1889.
- La Lanterne du 10 octobre 1889.
- Fiction no 40 de mars 1957.
- Albin Michel, dans le recueil Contes et nouvelles, 1964.
- Éditions Gallimard, coll. « Bibliothèque de la Pléiade », dans le recueil Maupassant, Contes et nouvelles, 1979.